# Alpha (Zeitschrift)
alpha (vollständiger Titel alpha – Mathematische Schülerzeitschrift) war eine vom Verlag Volk und Wissen in der DDR herausgegebene mathematische Zeitschrift für Schüler. Ihre erste Ausgabe erschien 1967. Es gab sechs Hefte pro Jahr. Chefredakteur im über fünfzehnköpfigen Redaktionskollegium war während der ersten zwanzig Jahre der Leipziger Mathematiklehrer Johannes Lehmann (1922–1995). Die Auflagenhöhe betrug zeitweilig knapp 100.000.
Die Artikel in den 32-seitigen Heften, die über den Unterrichtsstoff hinausgingen und das Interesse an der Mathematik wecken sollten, stammten von Lehrern, Hochschullehrern und Wissenschaftlern und behandelten mathematische Methoden und Aufgaben, naturwissenschaftliche Themen mit mathematischem Hintergrund, Biographien usw. Sie waren jeweils gekennzeichnet, ab welcher Klassenstufe sie geeignet waren.   
Zusätzlich gab es einige Seiten zum alpha-Wettbewerb. Pro Klassenstufe wurden etwa sechs Aufgaben aus den Bereichen Mathematik, Physik und Chemie veröffentlicht. Teilnehmer konnten Aufgaben ihrer Klassenstufe oder höherer Klassenstufen lösen. Erwachsene lösten Aufgaben der Klassenstufe 11/12. Eingesandte Lösungen wurden mit „sehr gut gelöst“, „gut gelöst“ oder „gelöst“ bewertet. Zum Wettbewerbsende wurden alle Lösungskarten eingesandt, um das alpha-Abzeichen in Gold, Silber oder Bronze zu erhalten. In der Zeitschrift erschienen Listen, über wie viele Jahre ein Schüler bereits erfolgreich am Wettbewerb teilgenommen hatte.
1991 übernahm der Friedrich Verlag die Herausgabe und 1994 der Reinhardt Becker Verlag, Velten. Von 1994 bis 1998 führte die Zeitschrift im Titel den Zusatz „Mathematik als Hobby“. Zum Jahr 1995 wurde von einer zweimonatlichen auf eine monatliche Erscheinungsweise umgestellt, wobei es dennoch vereinzelt zu (doppelt so dicken) Zweimonatsausgaben kam. 2001 wurde ihr Erscheinen eingestellt.